# 양곡4로
양곡4로(Yanggok 4-ro)는 경기도 김포시 양촌읍 대벽입구 교차로 에서 양촌읍를 잇는 도로다.

## 주요 경유지
경기도
- 김포시 (양촌읍)

## 노선
| 이름                     | 접속 노선                      | 소재지 | 소재지 | 비고                                  |
| ------------------------ | ------------------------------ | ------ | ------ | ------------------------------------- |
| 대벽입구 교차로          | 지방도 제355호선 (김포한강5로) | 김포시 | 양촌읍 |                                       |
| 양곡우회도로 사거리      | 대명항로                       | 김포시 | 양촌읍 | 지방도 제355호선 지방도 제356호선구간 |
| 주공입구 교차로          | 흥신로                         | 김포시 | 양촌읍 | 지방도 제355호선 지방도 제356호선구간 |
| 3.1만세운동유적지 교차로 |                                | 김포시 | 양촌읍 |                                       |
| 양곡지구사거리           | 양곡2로                        | 김포시 | 양촌읍 |                                       |
| (이름없음)               | 양곡로                         | 김포시 | 양촌읍 |                                       |

## 주요 건물 및 시설
- 현대자동차 블루핸즈 양촌점 (양곡4로 40/구래리 191-9)
- 티스테이션 한강신도시양곡점 (양곡4로 41/구래리 191-14)
- SK에너지 미소2주유소 (양곡4로 64/양곡리 371-19)
- 타이어프로 김포양촌점 (양곡4로 70/양곡리 371-31)
- HD현대오일뱅크 제일주유소 (양곡4로 117/양곡리 291-2)
- 양곡중학교 (양곡4로 138/양곡리 286-1)
- 양곡고등학교 (양곡4로 138/양곡리 286-1)
- 신양중학교 (양곡4로 243/양곡리 1251)